# Cephas Chimedza
Cephas Chimedza (ur. 5 grudnia 1984 w Harare) – zimbabwejski piłkarz grający na pozycji defensywnego pomocnika.

## Kariera klubowa
Karierę piłkarską Chimedza rozpoczął w mieście Harare, w tamtejszym klubie Dynamos FC. W 2001 roku zadebiutował w jego barwach w zimbabwejskiej Premier League. W 2002 roku osiągnął swój pierwszy sukces w karierze, gdy wraz z Dynamos zdobył Tarczę Dobroczynności. W 2004 roku odszedł do innego stołecznego klubu, CAPS United. Zarówno w 2004, jak i 2005 roku, wywalczył z CAPS United mistrzostwo Zimbabwe. W 2004 roku zdobył też Puchar Zimbabwe.
Latem 2005 roku Chimedza został piłkarzem belgijskiego klubu Beerschot AC. W pierwszej lidze belgijskiej zadebiutował 7 sierpnia 2005 w meczu z Royalem Charleroi. Do końca 2005 roku rozegrał 11 spotkań w zespole Germinalu, jednak wiosnę 2006 opuścił z powodu kontuzji.
Latem 2006 roku Chimedza przeszedł z Germinalu Beerschot do Sint-Truidense VV. W nowym zespole po raz pierwszy wystąpił 19 sierpnia 2006 w spotkaniu z FC Brussels (2:2). Później był jeszcze piłkarzem KVC Westerlo, Cappellen FC i Willebroekse SV.
| Sezon   | Klub                         | Kraj     | Rozgrywki      | Mecze | Bramki |
| ------- | ---------------------------- | -------- | -------------- | ----- | ------ |
| 2001    | Dynamos Harare               | Zimbabwe | Premier League | ?     | ?      |
| 2002    | Dynamos Harare               | Zimbabwe | Premier League | ?     | ?      |
| 2003    | Dynamos Harare               | Zimbabwe | Premier League | ?     | ?      |
| 2004    | CAPS United Harare           | Zimbabwe | Premier League | ?     | ?      |
| 2005    | CAPS United Harare           | Zimbabwe | Premier League | ?     | ?      |
| 2005/06 | Germinal Beerschot Antwerpia | Belgia   | Eerste Klasse  | 11    | 0      |
| 2006/07 | Sint-Truidense VV            | Belgia   | Eerste Klasse  | 29    | 2      |
| 2007/08 | Sint-Truidense VV            | Belgia   | Eerste Klasse  | 28    | 3      |
| 2008/09 | Sint-Truidense VV            | Belgia   | Eerste Klasse  | 32    | 8      |
| 2009/10 | Sint-Truidense VV            | Belgia   | Eerste Klasse  | 30    | 6      |
| 2010/11 | KVC Westerlo                 | Belgia   | Eerste Klasse  | 0     | 0      |

## Kariera reprezentacyjna
W reprezentacji Zimbabwe Chimedza zadebiutował w 2004 roku. W 2006 roku był podstawowym zawodnikiem Zimbabwe w Pucharze Narodów Afryki 2006 i zagrał tam w 3 meczach: z Senegalem (0:2), z Nigerią (0:2) i z Ghaną (2:1 i gol w 60. minucie).